# طومارخانلی
طومارخانلی (به ترکی آذربایجانی: Tomarkhanly) یک منطقه مسکونی در جمهوری آذربایجان است که در شهرستان جلیل‌آباد واقع شده است.